# バンベリー・ユナイテッドFC
バンベリー・ユナイテッド・フットボールクラブ（Banbury United Football Club）は、イングランド・オックスフォードシャー・バンベリーを本拠地とするサッカークラブチームである。2022-2023シーズンはナショナルリーグ・ノース（6部相当）に所属。

## 歴史
1931年に、スペンサー・ヴィラFC（Spencer Villa FC）として創設。その後、2度の名称変更を経て、1965年から現在の名称を使用するようになった。

## タイトル

### 国内タイトル
- ヘレニックリーグ・プレミアディヴィジョン:1回

1989-1990
- オックスフォード・シニアカップ:3回

2003-2004, 2005-2006, 2006-2007

### 国際タイトル
- なし

## クラブ各種記録

### リーグ最高順位
- 7位 サウザンリーグ・プレミアディヴィジョン

2005-2006

### カップ戦
- FAカップ 1回戦敗退

1947-1948,1961-1962,1972-1973,1973-1974
- FAトロフィー 3回戦敗退

1970-1971,1973-1974
- FAヴェイス 2回戦敗退

1999-2000

### 一試合最多観客動員数
- 7,160人

vs オックスフォード・シティ 1948-1949

## 過去の成績
- 2006-2007

Southern League Premier 13位
- 2007-2008

Southern League Premier 9位